# سيراس ماكورميك جونيور
سيراس ماكورميك جونيور (بالإنجليزية: Cyrus Hall McCormick II)‏ هو شخصية أعمال أمريكي، ولد في 16 مايو 1859، وتوفي في 1936.